# Rajd Włoch 1988
Rajd San Remo 1988 - Rajd Włoch (30. Rallye Sanremo - Rallye d'Italia) – 30 Rajd San Remo rozgrywany we Włoszech w dniach 10-14 października. Była to dwunasta runda Rajdowych Mistrzostw Świata w roku  1988. Rajd został rozegrany na nawierzchni asfaltowej i szutrowej. Bazą rajdu było miasto San Remo.

## Zwycięzcy odcinków specjalnych[1]
| Etap | Data            | OS | Godzina | Nazwa                | Długość  | Zwycięzca                               | Czas             | Śred. pręd       | Lider rajdu   |
| ---- | --------------- | -- | ------- | -------------------- | -------- | --------------------------------------- | ---------------- | ---------------- | ------------- |
| 1    | 10 października | 1  | 8:04    | Perinaldo            | 12,91 km | Dario Cerrato                           | 9:17             | 83,44 km/h       | Dario Cerrato |
| 1    | 10 października | 2  | 8:47    | Langan 1             | 19,55 km | Didier Auriol                           | 14:41            | 79,89 km/h       | Carlos Sainz  |
| 1    | 10 października | 3  | 9:37    | Colle d'Oggia        | 15,65 km | Miki Biasion Dario Cerrato Carlos Sainz | 11:52            | 79,13 km/h       | Carlos Sainz  |
| 1    | 10 października | 4  | 10:19   | Colle San Bartolomeo | 6,63 km  | Dario Cerrato                           | 4:14             | 93,97 km/h       | Carlos Sainz  |
| 1    | 10 października | 5  | 14:37   | Superspeciale 1      | 2,18 km  | Kenneth Eriksson                        | 1:51             | 70,70 km/h       | Dario Cerrato |
|      |                 |    |         |                      |          |                                         |                  |                  | Dario Cerrato |
| 2    | 11 października | 6  | 7:54    | Lanzo 1              | 6,38 km  | Alex Fiorio Dario Cerrato               | 4:28             | 85,70 km/h       | Dario Cerrato |
| 2    | 11 października | 7  | 8:19    | Corio 1              | 20,42 km | Carlos Sainz Miki Biasion               | 14:19            | 85,58 km/h       | Carlos Sainz  |
| 2    | 11 października | 8  | 9:03    | Pessinetto 1         | 8,68 km  | Carlos Sainz                            | 5:59             | 85,84 km/h       | Carlos Sainz  |
| 2    | 11 października | 9  | 9:41    | Colle del Lis 1      | 20,98 km | Dario Cerrato                           | 15:35            | 91,03 km/h       | Carlos Sainz  |
| 2    | 11 października | 10 | 10:59   | Tignai               | 12,17 km | Odcinek odwołany                        | Odcinek odwołany | Odcinek odwołany | Carlos Sainz  |
| 2    | 11 października | 11 | 11:22   | Moncenisio           | 15,30 km | Giovanni Del Zoppo                      | 10:50            | 84,74 km/h       | Carlos Sainz  |
| 2    | 11 października | 12 | 13:49   | Lanzo 2              | 6,38 km  | Odcinek odwołany                        | Odcinek odwołany | Odcinek odwołany | Carlos Sainz  |
| 2    | 11 października | 13 | 14:14   | Corio 2              | 20,42 km | Dario Cerrato                           | 14:12            | 86,28 km/h       | Carlos Sainz  |
| 2    | 11 października | 14 | 14:47   | Superspeciale 2      | 2,18 km  | Odcinek odwołany                        | Odcinek odwołany | Odcinek odwołany | Carlos Sainz  |
| 2    | 11 października | 15 | 14:58   | Pessinetto 2         | 8,68 km  | Carlos Sainz                            | 5:53             | 87,30 km/h       | Dario Cerrato |
| 2    | 11 października | 16 | 15:36   | Colle del Lis 2      | 20,98 km | Dario Cerrato                           | 15:32            | 81,04 km/h       | Dario Cerrato |
|      |                 |    |         |                      |          |                                         |                  |                  | Dario Cerrato |
| 3    | 12 października | 17 | 12:04   | San Luce Mir         | 12,30 km | Miki Biasion                            | 10:00            | 73,80 km/h       | Dario Cerrato |
| 3    | 12 października | 18 | 13:22   | Casole               | 8,27 km  | Markku Alén                             | 6:01             | 82,47 km/h       | Dario Cerrato |
| 3    | 12 października | 19 | 14:05   | Angua 1              | 12,37 km | Markku Alén                             | 7:34             | 98,09 km/h       | Dario Cerrato |
| 3    | 12 października | 20 | 14:39   | La Selva             | 10,15 km | Markku Alén                             | 7:05             | 85,98 km/h       | Miki Biasion  |
| 3    | 12 października | 21 | 15:14   | Chiusdino 1          | 17,42 km | Markku Alén                             | 11:37            | 89,97 km/h       | Miki Biasion  |
| 3    | 12 października | 22 | 16:11   | Montepescini         | 10,68 km | Alex Fiorio                             | 6:06             | 105,05 km/h      | Miki Biasion  |
| 3    | 12 października | 23 | 17:36   | Castelgiocondo 1     | 11,20 km | Markku Alén                             | 7:28             | 90,00 km/h       | Miki Biasion  |
| 3    | 12 października | 24 | 18:01   | La Sesta 1           | 6,97 km  | Markku Alén                             | 4:19             | 96,88 km/h       | Miki Biasion  |
| 3    | 12 października | 25 | 18:34   | Rocca d'Orcia 1      | 12,22 km | Miki Biasion                            | 7:46             | 94,40 km/h       | Miki Biasion  |
| 3    | 12 października | 26 | 19:20   | Radicofani 1         | 9,57 km  | Miki Biasion                            | 6:12             | 92,61 km/h       | Miki Biasion  |
| 3    | 12 października | 27 | 19:47   | Sarteano 1           | 10,10 km | Markku Alén Miki Biasion                | 6:39             | 91,13 km/h       | Miki Biasion  |
|      |                 |    |         |                      |          |                                         |                  |                  | Miki Biasion  |
| 4    | 13 października | 28 | 6:24    | Monticchiello 1      | 11,76 km | Markku Alén                             | 7:22             | 95,78 km/h       | Miki Biasion  |
| 4    | 13 października | 29 | 6:54    | Lucignano 1          | 19,27 km | Miki Biasion                            | 10:35            | 109,25 km/h      | Miki Biasion  |
| 4    | 13 października | 30 | 7:37    | Castelgiocondo 2     | 11,20 km | Alex Fiorio                             | 7:22             | 91,22 km/h       | Miki Biasion  |
| 4    | 13 października | 31 | 8:02    | La Sesta 2           | 6,97 km  | Kenneth Eriksson                        | 4:13             | 99,18 km/h       | Miki Biasion  |
| 4    | 13 października | 32 | 8:35    | Rocca d'Orcia 2      | 12,22 km | Miki Biasion                            | 7:41             | 95,43 km/h       | Miki Biasion  |
| 4    | 13 października | 33 | 9:21    | Radicofani 2         | 9,57 km  | Kenneth Eriksson                        | 6:08             | 93,62 km/h       | Miki Biasion  |
| 4    | 13 października | 34 | 9:50    | Sarteano 2           | 10,10 km | Kenneth Eriksson                        | 6:31             | 92,99 km/h       | Miki Biasion  |
| 4    | 13 października | 35 | 10:53   | Monticchiello 2      | 11,76 km | Kenneth Eriksson                        | 7:18             | 96,66 km/h       | Miki Biasion  |
| 4    | 13 października | 36 | 11:23   | Lucignano 2          | 19,27 km | Kenneth Eriksson                        | 10:21            | 111,71 km/h      | Miki Biasion  |
| 4    | 13 października | 37 | 12:46   | Chiusdino 2          | 17,42 km | Kenneth Eriksson                        | 11:29            | 91,02 km/h       | Miki Biasion  |
| 4    | 13 października | 38 | 14:13   | Angua 2              | 12,37 km | Odcinek odwołany                        | Odcinek odwołany | Odcinek odwołany | Miki Biasion  |
|      |                 |    |         |                      |          |                                         |                  |                  | Miki Biasion  |
| 5    | 14 października | 39 | 9:44    | Perinaldo 2          | 12,91 km | Dario Cerrato                           | 8:54             | 87,03 km/h       | Miki Biasion  |
| 5    | 14 października | 40 | 10:27   | Langan 2             | 19,55 km | Alex Fiorio                             | 14:11            | 82,70 km/h       | Miki Biasion  |
| 5    | 14 października | 41 | 11:18   | Monte Bignone        | 30,75 km | Dario Cerrato                           | 22:07            | 83,42 km/h       | Miki Biasion  |
| 5    | 14 października | 42 | 13:02   | Langan 3             | 19,55 km | Alex Fiorio Markku Alén                 | 14:06            | 83,19 km/h       | Miki Biasion  |
| 5    | 14 października | 43 | 14:00   | Passi Ghimbegna      | 19,79 km | Dario Cerrato                           | 14:29            | 81,98 km/h       | Miki Biasion  |

| Zwycięzcy OS-ów    | Zwycięzcy OS-ów |
| Kierowca           | Ilość           |
| ------------------ | --------------- |
| Dario Cerrato      | 10              |
| Markku Alén        | 9               |
| Miki Biasion       | 8               |
| Kenneth Eriksson   | 7               |
| Alex Fiorio        | 4               |
| Carlos Sainz       | 4               |
| Didier Auriol      | 1               |
| Giovanni Del Zoppo | 1               |

## Wyniki końcowe rajdu[2]
| Msc. | Kierowca             | Pilot                   | Samochód                | Czas    | Strata | Grupa | Punkty |
| ---- | -------------------- | ----------------------- | ----------------------- | ------- | ------ | ----- | ------ |
| 1    | Miki Biasion         | Tiziano Siviero         | Lancia Delta Integrale  | 6:06.41 | 0.0    | A8    | 20     |
| 2.   | Alex Fiorio          | Luigi Pirollo           | Lancia Delta Integrale  | 6:07.34 | +0.53  | A8    | 15     |
| 3.   | Dario Cerrato        | Giuseppe Cerri          | Lancia Delta Integrale  | 6:08.35 | +1.54  | A8    | 12     |
| 4.   | Markku Alén          | Ilkka Kivimäki          | Lancia Delta Integrale  | 6:08.55 | +2.14  | A8    | 10     |
| 5.   | Carlos Sainz         | Luis Moya               | Ford Sierra RS Cosworth | 6:12.59 | +6.18  | A8    | 8      |
| 6.   | Kenneth Eriksson     | Peter Diekmann          | Toyota Celica GT-Four   | 6:16.36 | +9.55  | A8    | 6      |
| 7.   | Stig Blomqvist       | Benny Melander          | Ford Sierra RS Cosworth | 6:29.58 | +23.17 | A8    | 4      |
| 8.   | Raimund Baumschlager | Andreas Wolf            | Volkswagen Golf GTI 16V | 6:36.20 | +29.39 | A7    | 3      |
| 9.   | Paola De Martini     | Umberta Gibellini       | Audi 90 Quattro         | 6:37.07 | +30.26 | A8    | 2      |
| 10.  | Paolo Alessandrini   | Alessandro Alessandrini | Lancia Delta Integrale  | 6:37.45 | +31.04 | A8    | 1      |

## Klasyfikacja po 12 rundach
Tabele przedstawiają tylko pięć pierwszych miejsc.

### Kierowcy
| Lp. | Kierowca       | Pkt |
| --- | -------------- | --- |
| 1   | Miki Biasion   | 115 |
| 2   | Alex Fiorio    | 76  |
| 3   | Markku Alén    | 66  |
| 4   | Stig Blomqvist | 35  |
| 5   | Bruno Saby     | 32  |

### Producenci
| Lp. | Producent | Pkt |
| --- | --------- | --- |
| 1   | Lancia    | 140 |
| 2   | Ford      | 71  |
| 3   | Audi      | 61  |
| 4   | Mazda     | 49  |
| 5   | Renault   | 32  |